# آئورورا ردوندو
آئورورا ردوندو (کاتالونیایی: Aurora Redondo؛ ۱ ژانویهٔ ۱۹۰۰ – ۹ ژوئیهٔ ۱۹۹۶) یک هنرپیشه اهل اسپانیا بود. وی بین سال‌های ۱۹۰۷ تا ۱۹۹۳ میلادی فعالیت می‌کرد.
از فیلم‌ها یا مجموعه‌های تلویزیونی که وی در آن‌ها نقش داشته‌است می‌توان به صبح بخیر، کنتس کوچک و مردی که می‌خواست خود را بکشد اشاره نمود.
وی همچنین برندهٔ جوایزی همچون جایزه ملی تئاتر شده‌است.